# 竹頭崎 (嘉義縣中埔鄉)
竹頭崎，是台灣嘉義縣中埔鄉的一個傳統地域名稱，位於該鄉中部略偏南。相較於今日行政區，其範圍大致包括瑞豐村、沄水村不含西南部及西部中段地帶。

## 歷史
台灣日治初期，竹頭崎地區為一街庄，稱為「竹頭崎庄」，隸屬於嘉義東堡。該庄北與白芒埔庄、頂埔庄為鄰，東與石硦庄、中崙庄為鄰，南邊為凍仔腳庄、三層崎庄，西南邊及西邊為深坑庄。
1901年（日治明治三十四年）11月，全台廢縣廳改設二十廳，該庄隸屬於嘉義廳。1903年（明治三十六年）6月，該庄編入「中埔區」，隸屬於嘉義廳。1909年（明治四十二年）10月，合併二十廳為十二廳，中埔區仍隸屬於嘉義廳。1920年（大正九年），全台地方制度大改正，廢十二廳改設五州二廳，該庄改制並雅化為「社口」大字，隸屬於臺南州嘉義郡中埔庄。
戰後中埔庄改制為中埔鄉，隸屬於臺南縣，大字亦改制為村。1950年10月，雲、嘉、南分治，中埔鄉改隸屬嘉義縣。

## 聚落
本地區發展較早的聚落有竹頭崎、尖山廍、尖山、沄水仔等，在日治期初期的官方地圖上已有記載。

## 交通
- 省道台3線
- 縣道172號

## 學校
- 沄水國小